# Charles Connell
Pour les articles homonymes, voir Connell.
Charles Connell (1810-1873) était un marchand et un homme politique canadien du Nouveau-Brunswick.

## Biographie
Charles Connell naît en 1810 à Northampton dans une famille de loyalistes qui avait émigré au Nouveau-Brunswick après la révolution américaine.
Il s'établit à Woodstock où il devient un marchand de bois important. En 1846, il se lance en politique et est élu député à l'Assemblée législative du Nouveau-Brunswick. Sous le gouvernement de Charles Fisher, il est nommé Maître général des Postes de 1858 à 1861. C'est durant cette période qu'un évènement le fait passer à la postérité : alors qu'une nouvelle série de timbres est émise en 1860, les Néo-brunswickois constatent avec surprise que le timbre de 5 cents, émis à 500 000 exemplaires, est illustré par le portrait de Connell lui-même. Le scandale est grand, le timbre est retiré et un nouveau voit le jour avec l'effigie de la reine Victoria, tandis que Connell démissionne quelque temps plus tard.
Malgré cette affaire, Connell reste député provincial jusqu'en 1867 et est élu député fédéral de la circonscription de Carleton à la Chambre des communes du Canada lors des premières élections le 20 septembre 1867, et sera réélu aux élections de 1872.
Connell s’intéresse également aux médias et publie le journal The Union de 1865 à 1866.
Il meurt le 28 juin 1873 à Woodstock.

## Divers
La maison de Connell, connue sous le nom de Charles Connell House, se situe à Woodstock et a été transformée en musée. Un des enfants de Charles Connell, George Heber Connell, sera lui aussi député de la circonscription de Carleton.